# Belgische federale verkiezingen 2010/Kandidatenlijsten/Open Vld
Dit zijn de kandidatenlijsten van Open Vld voor de Belgische federale verkiezingen van 2010. De verkozenen staan vetgedrukt.

## Antwerpen

### Effectieven
1. Annemie Turtelboom
2. Bart Somers
3. Willem-Frederik Schiltz
4. Kris Luyckx
5. Christophe Thomas
6. Tessa Knaeps
7. Livia Moreau
8. Dirk Dielen
9. Dora De Cock-Weckhuysen
10. Myriam Van Mensel
11. Luc Verguts
12. Katleen Mintjens
13. Annemie Langmans
14. Paul De Clercq
15. Sofie Meyvis
16. Bart Van Der Velde
17. Hilde Blondeel
18. Annemie Hofkens
19. Gerda Popleu
20. Inge Bens
21. Christiaan Lesaffer
22. Walter Grootaers
23. Peter Gysbrechts
24. Dirk Van Mechelen

### Opvolgers
1. Frank Wilrycx
2. Myriam Van Honste
3. Steve Leung
4. Samira Bersoul
5. Kristien Vercammen
6. Koen Willekens
7. Peter Schrijvers
8. Peter Lauwers
9. Marc Bruyninckx
10. Christine Schaut
11. Dirk Daems
12. Annick De Ridder
13. Marleen Vanderpoorten

## Brussel-Halle-Vilvoorde

### Effectieven
1. Guy Vanhengel
2. Maggie De Block
3. Tim Vandenput
4. Dirk Janssens
5. Ingrid Holemans
6. Corinne Olbrechts
7. Chris Selleslagh
8. Anja Deridder
9. Sarah Dawoud
10. Regine Desmet
11. Christa Dermez
12. Karla Muylaert
13. Geert Pletinckx
14. Yves De Schouwer
15. Chantal Denuit
16. Diederik Van Ginderachter
17. Frank Verlinde
18. Monique Van Der Straeten
19. François Bonaventure
20. Karel Servranckx
21. Roger Heyvaert
22. Annemie Neyts

### Opvolgers
1. Luk Van Biesen
2. Lieve Wierinck
3. Kathleen D'Herde
4. Tim Herzeel
5. Katia De Vreese
6. Jo De Ro
7. Dirk Devroey
8. Walter Zelderloo
9. Els Ampe
10. Gwenny De Vroe
11. Irina De Knop
12. Sven Gatz

## Leuven

### Effectieven
1. Gwendolyn Rutten
2. Lorin Parys
3. Freddy Vranckx
4. Billy Reynders
5. Caroline Vangoidsenhoven
6. Paul Dams
7. Patricia Ceysens

### Opvolgers
1. Eddy Poffé
2. Anne Van Goidsenhoven
3. Bram Bartholomees
4. Chris Jamar
5. Inge Willems
6. Ann Schevenels

## Limburg

### Effectieven
1. Patrick Dewael
2. Hilde Vautmans
3. Bruno Steegen
4. Pascy Monette
5. An Moons
6. Marleen Renders
7. Jo Feytons
8. Eddy Quintiens
9. Isabelle Martens
10. Laurence Libert
11. Gilbert Van Baelen
12. Lydia Peeters

### Opvolgers
1. Georges Lenssen
2. Ingrid Tyskens
3. Jan Dalemans
4. Véronique Caerts
5. Mark Vanleeuw
6. Sevim Murat
7. Marino Keulen

## Oost-Vlaanderen

### Effectieven
1. Mathias De Clercq
2. Carina Van Cauter
3. Ine Somers
4. Egbert Lachaert
5. Tania De Jonge
6. Katja Gabriels
7. Freya Saeys
8. Sofie D'Hondt
9. Christoph D'Haese
10. Mahmut Oz
11. Tom Lacres
12. Salah-Edine Ouail
13. Frank Bruggeman
14. Anneleen De Ruyck
15. Christoff Van Gaeveren
16. Veerle Nachtegaele
17. Simon Lagrange
18. Anne-Marie Hoebeke
19. Hilde Dierickx
20. Herman De Croo

### Opvolgers
1. Hilde Bruggeman
2. Yves Deswaene
3. Anne-Marie Verdoodt
4. Heidi Beck
5. Geert Van Schoors
6. Karen De Colfmacker
7. Ann Panis
8. Marnic De Meulemeester
9. Filip Anthuenis
10. Karel De Gucht
11. Guy Verhofstadt

## West-Vlaanderen

### Effectieven
1. Vincent Van Quickenborne
2. Sabien Lahaye-Battheu
3. Sofie Staelraeve
4. Pieter Callens
5. Stéphanie Anseeuw
6. Wout Maddens
7. Isabelle Goeminne
8. Annelies Carron
9. Emmily Talpe
10. Marc Deprez
11. Christine Eertmans
12. Tom Maes
13. Anthony Dumarey
14. Toon Vancoillie
15. Marleen Schillewaert-Vercruyce
16. Bart Tommelein

### Opvolgers
1. Roland Defreyne
2. Elke Carette
3. Kaat De Waele
4. Jan De Potter
5. Ward Vergote
6. Pascale Baert
7. Patrick De Klerck
8. Stephan Mourisse
9. Mercedes Van Volcem

## Senaat

### Effectieven
1. Alexander De Croo
2. Nele Lijnen
3. Rik Daems
4. Guido De Padt
5. Katia della Faille de Leverghem
6. Fons Borginon
7. Peter Borner
8. Sabine Friederichs
9. Simon Dewulf
10. Kristl Strubbe
11. Anne Lefevre
12. Björn Prasse
13. Frederick Vandeput
14. Caroline Penders
15. Liesbeth Festjens
16. Pinar Akbas
17. Elisabeth Schraepen
18. Laurent De Meester
19. Eva De Bleeker
20. Koen Anciaux
21. Fanny Decock
22. Anne Pede
23. Jaak Gabriels
24. Roland Duchatelet
25. Dirk Sterckx

### Opvolgers
1. Martine Taelman
2. Yoeri Vastersavendts
3. Ann Somers
4. Laurent Hoornaert
5. Yvonne Van Dooren
6. Marie-Jeanne Herremans
7. Chris Gaethofs
8. Ruth Vandewalle
9. Frederic Convent
10. Tom Ryken
11. Elise Vermeiren
12. Niki De Boeck
13. Norbert De Mey
14. Jean-Luc Vanraes